# Park Ji-ho (tuffatore)
Park Ji-ho (Pusan, 11 settembre 1991) è un tuffatore sudcoreano.

## Biografia
Nel 2010 è stato convocato ai Giochi asiatici di Guangzhou. In coppia con il compagno di nazionale Son Seong-cheol, con 388,26 punti, ha vinto la medaglia di bronzo nei tuffi sincronizzati dal trampolino 3 metri, chiudendo alle spalle della coppia cinese composta da Luo Yutong e Qin Kai (459,60 punti) e di quella malese Bryan Nickson Lomas e Yeoh Ken Nee (404.85 punti).
Ha rappresentato la Corea del Sud ai Giochi olimpici di Londra 2012 disputando il concorso dei tuffi dalla piattaforma 10 metri dove è stato eliminato con il ventiseiesimo posto nel turno preliminare.

## Palmarès
- Giochi asiatici

Guangzhou 2010: bronzo nel sincro 3 m.